# 淮安历史

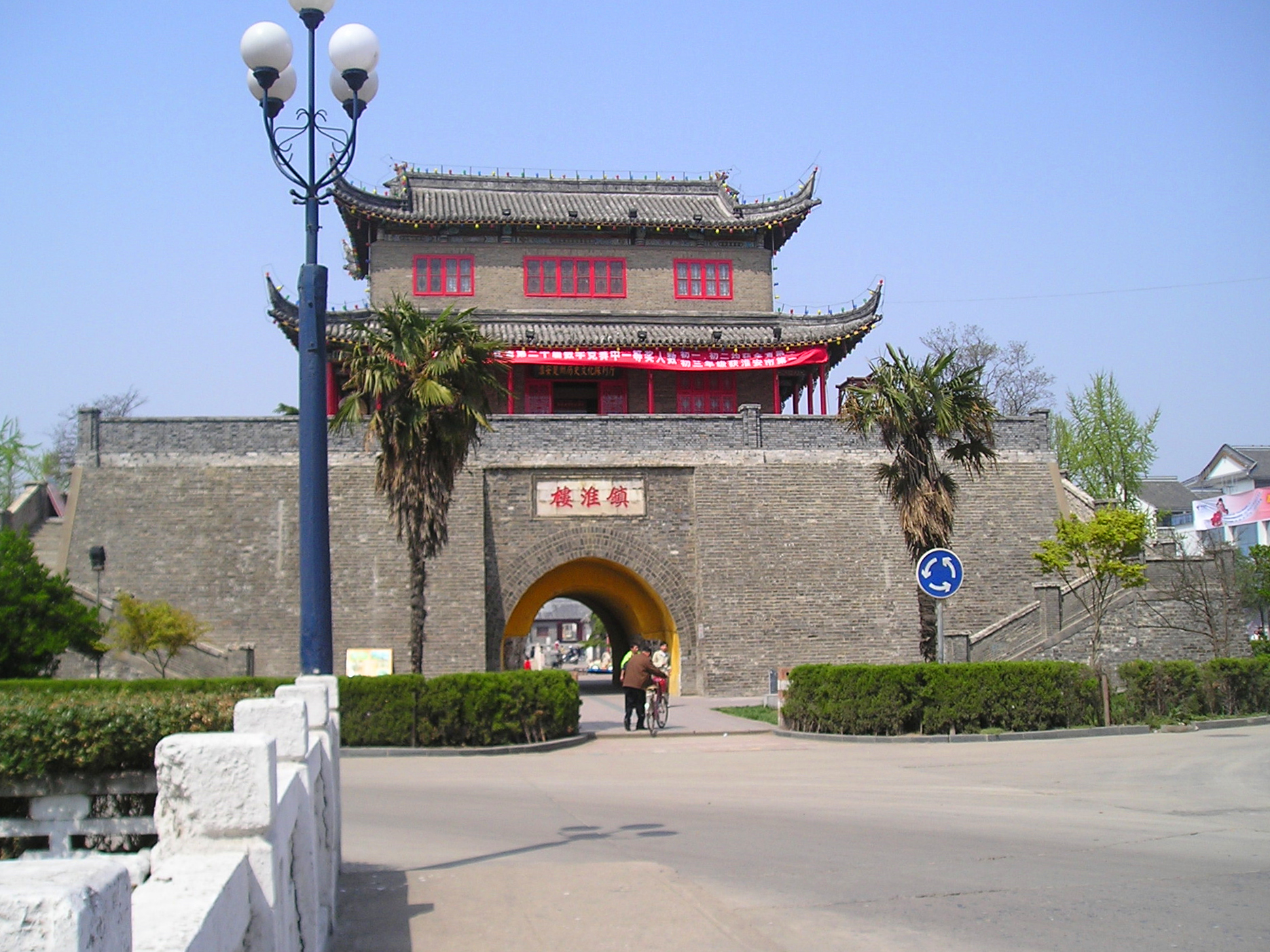
镇淮楼

淮安市的历史悠久。

## 秦汉
相傳大禹曾在境內治水，「使淮水永安」。戰國時，境內東南有邗國。
淮安秦時置縣，至今2200多年歷史。该地区那时设立了淮阴县（今淮阴区码头镇）， 盱眙县和东阳县（今安徽省天长市西北到盱眙县马坝）。西汉又置淮浦县（今涟水县）等县。淮阴城正对泗水入淮口，东面的末口则是连接淮河与长江运河的起点，具有重要的交通位置。
秦汉时期，这里出过不少名人：辅佐刘邦建立汉朝的大将韩信；枚乘，枚皋和陈琳(建安七子之一)。

## 魏晋南北朝
- 东魏武定七年（549年）改北徐州置，治燕县（今凤阳县东北临淮关）。辖境相当今安徽省淮河以南，瓦埠湖以东及女山湖、池河流域地区。北齐文宣帝改为西楚州。
- 南朝梁太清四年（550年）置，治垫江县（今重庆市）。辖境相当今重庆市及璧山、永川、江津、南川、长寿等市县。西魏大统十七年（551年）改巴州。北周闵帝元年（557年）复改楚州。隋开皇元年（581年）改名渝州。

## 隋唐
- 隋开皇元年（581年）置。治寿张县（后改淮阴县，今江苏淮安市淮阴区西南），十二年移治山阳县（今江苏淮安市楚州区）。大业初废。唐武德八年（625年）又改东楚州置。仍治山阳县。辖境相当今江苏省淮河以南，盱眙县以东，宝应县、盐城市以北地区。天宝、至德时曾改为淮阴郡。北宋属淮南东路。辖境略有缩小。南宋绍定元年（1228年）改为淮安军。

## 宋元
淮水是南宋与金国分界线。
南宋绍兴年间，韩世忠与夫人梁红玉在楚州抗金，前后十年，兵仅三万，而金人不敢犯。

## 明清

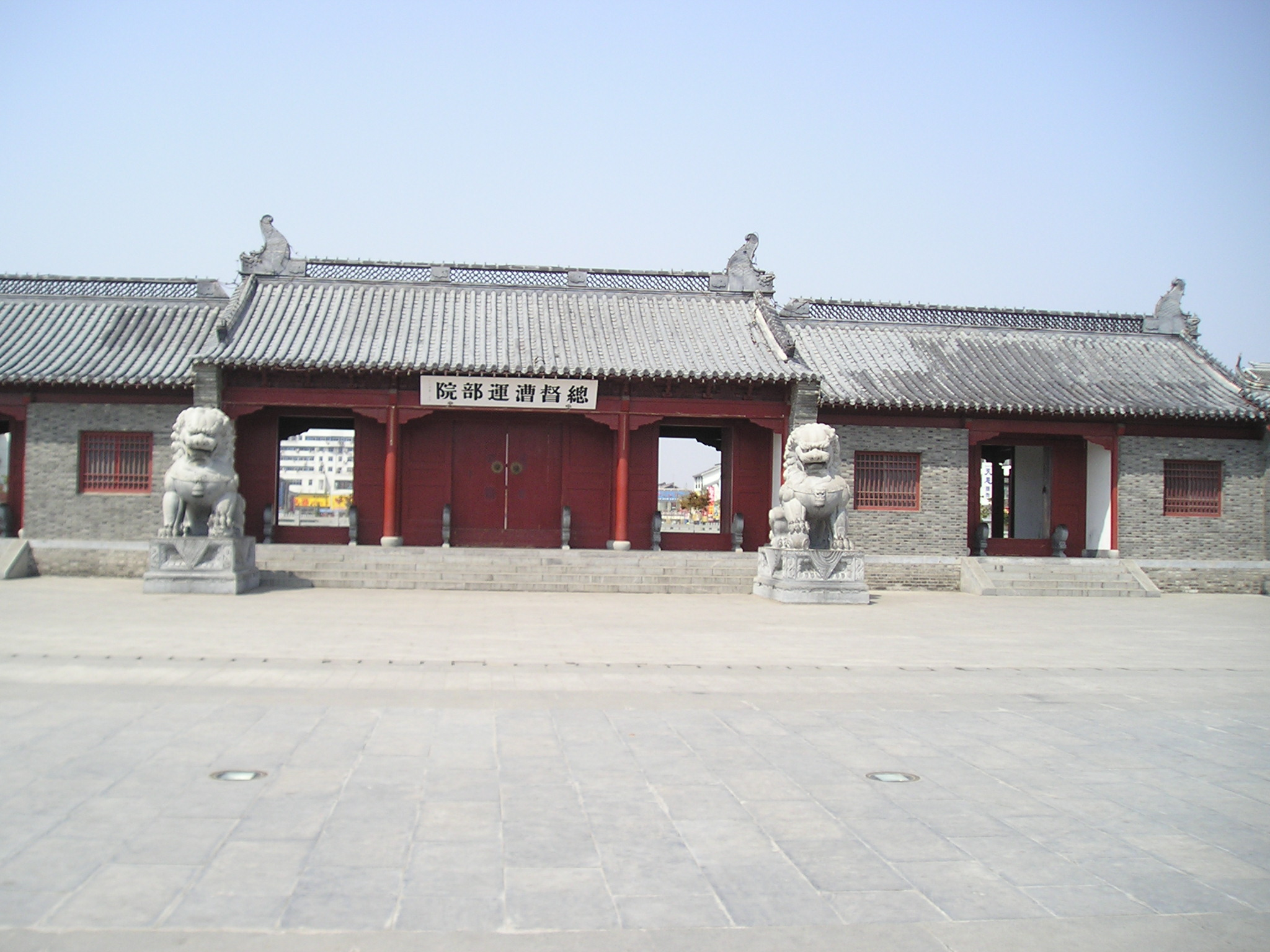
漕运总督衙门旧址

明清时期，淮安是河、漕、盐东南三大政的枢纽重地，朝廷在此设立南河、漕运两位总督，城市繁荣达于极盛，府城、河下镇、板闸镇和清江浦组成绵延数十里的巨大带形城市；與揚州、蘇州、杭州並稱為京杭大运河沿線的「四大都市」。明代淮安府是今江苏长江以北仅有的2个府之一，辖区范围基本上相当于今日淮安、盐城、宿迁、连云港4市以及徐州市东部。清代淮安府分出海州直隶州，又划出一部分给新设的徐州府，范围有所收缩，下辖6县：山阳（今楚州区）、清河（今淮阴区）、安东（今涟水）、桃源（今泗阳）、盐城、阜宁（分山阳县东部新设）。

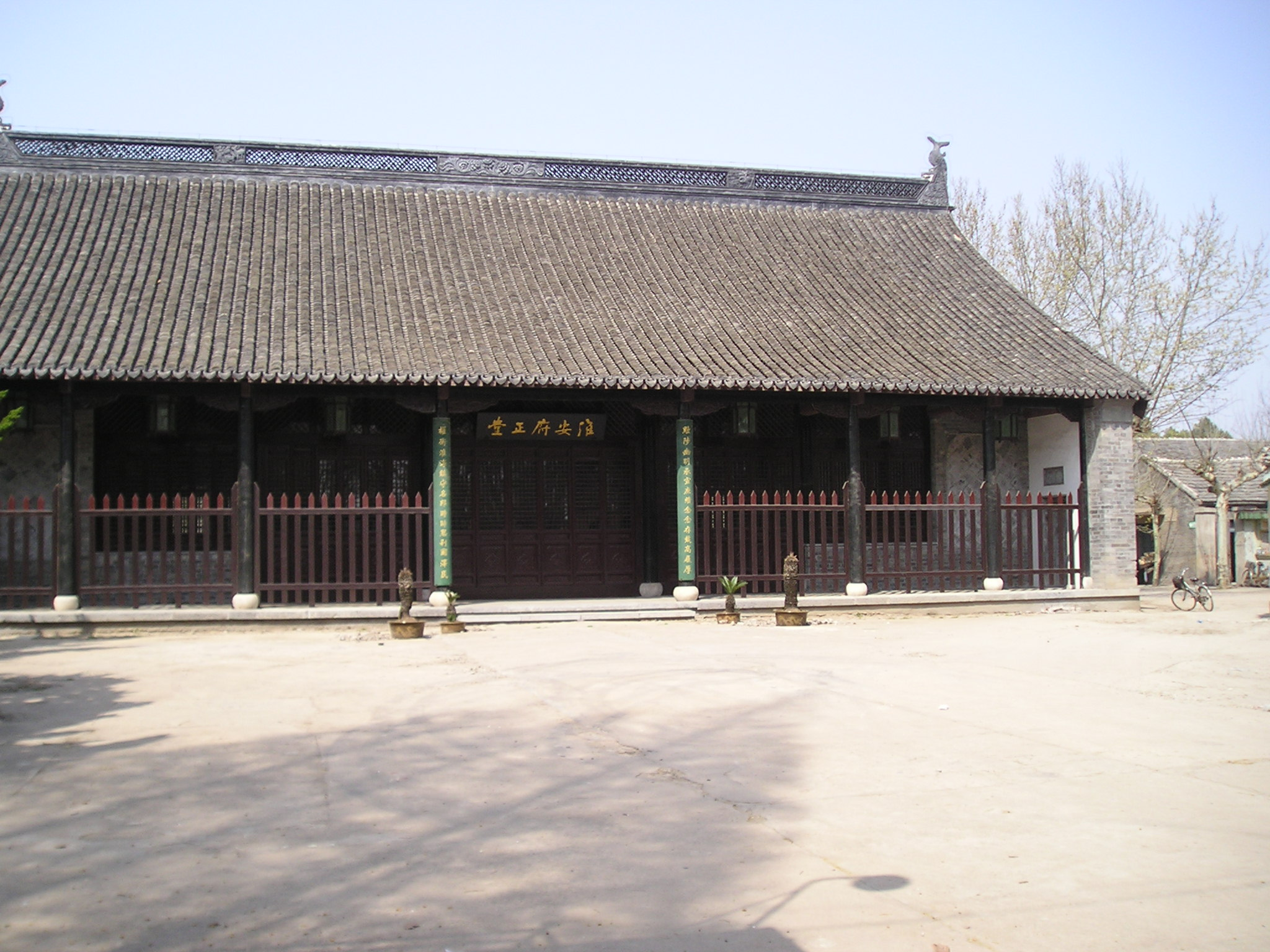
淮安府大堂

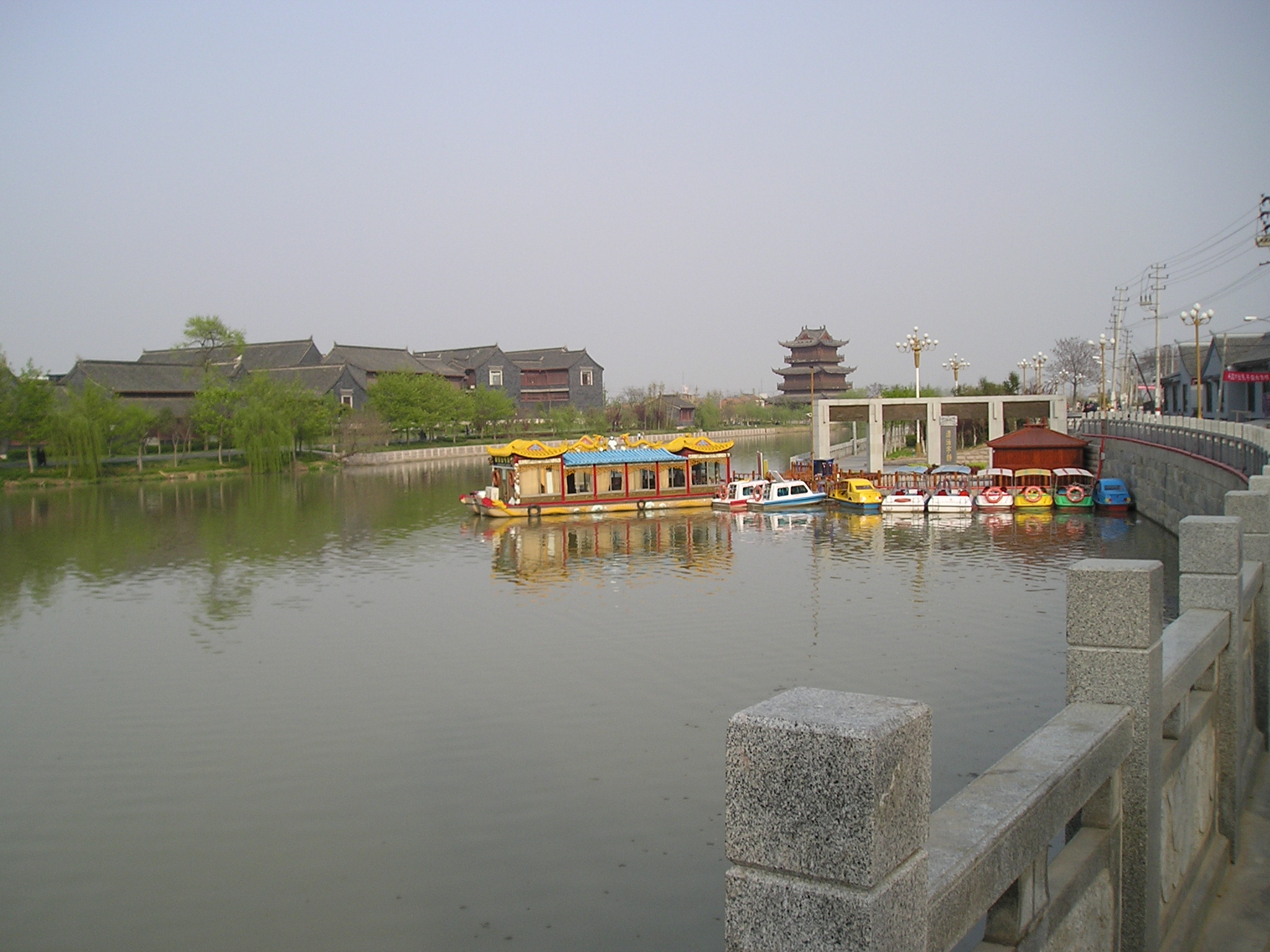
清江浦大闸口

1761年，因清河县城毁于洪水，将山阳县的清江浦镇划给清河作为新县治。

## 中华民国
1914年，这一地区的几个县都因为有重名县而改名：山阳县改为淮安县，清河县改为淮阴县，安东县改为涟水县，桃源县改为泗阳县。
民国建立后，撤销府级行政机构，保留了道。清江浦（淮阴）是淮扬道的治所，从此正式取代淮安府城成为行政中心。淮扬道包括原来的淮安府和扬州府，共辖13个县：淮阴县、淮安县（楚州区）、涟水县、盐城县、阜宁县、泗阳县、江都县、东台县、高邮县、仪征县、宝应县、泰县、兴化县。
1937年，抗日战争爆发，江苏省政府从镇江迁来，直到1939年3月被日军攻占。

## 中华人民共和国

### 清江市
- 1948年12月，中共军队在淮海战役末期占领淮阴和淮安，次年4月21日建立属于苏北行政公署管辖的淮阴专区，包括10个县：淮阴、淮宝（分淮安和宝应两县京杭大运河以西部分设置，治岔河镇，1950年撤销）、泗阳、沭阳、灌云、宿迁、睢宁、新安（分沭阳和宿迁两县设置，治新安镇，后改名新沂）、邳睢（分邳县陇海路以南和睢宁县北部设置，治土山镇）和涟水。地区公署设淮阴县。
- 1950年12月18日，分淮阴县城区设立清江市，地区公署设清江市。
- 1953年1月恢复江苏省，淮阴专区加入。
- 1950年代淮阴专区发生许多变化:

1. 睢宁，邳睢和新沂3县划归徐州专区；
2. 从盐城专区划来淮安县；
3. 从安徽省宿县地区划来泗洪县，从安徽省滁县地区划来盱眙县；
4. 1956年分淮阴，泗洪和盱眙三县设洪泽县，治高良涧镇；
5. 1957年又分灌云和涟水县设灌南县；
6. 1958年，淮阴县和清江市一度合并为淮阴市，1964年，又恢复原状。

- 1966年，盱眙县划归六合地区,1971年，从六合地区划来盱眙县和金湖县。这时淮阴地区管辖1个市(清江市)和12个县：灌云，灌南、沭阳、宿迁、泗阳、涟水、淮阴、淮安、洪泽、泗洪、盱眙和金湖。
- 1975年，淮阴县迁治王营镇。

### 淮阴市
1983年，清江市再次更名为淮阴市，升为地级市，管辖清河、清浦2个区和11个县：灌南、沭阳、宿迁、泗阳、涟水、淮阴、泗洪、淮安、洪泽、盱眙和金湖，灌云县划归连云港市。
1987年，宿迁和淮安2县改设县级市。
1996年，宿迁市升为地级市，管辖沭阳、泗阳和泗洪；灌南县划归连云港市。淮阴市还有5个县：淮阴、涟水、金湖、洪泽和盱眙，淮安市，以及清河和清浦2个区。

### 淮安市
2000年12月21日，淮阴市更名为淮安市，仍驻清河区；原淮安市改设楚州区，驻淮城镇；原淮阴县改设淮阴区，驻王营镇。

## 历史人物
- 周恩来（1898～1976），字翔宇，曾用名伍豪等，原籍浙江绍兴，生于江苏淮安。伟大的马克思列宁主义者，中国无产阶级革命家、政治家、军事家、外交家，中国共产党和中华人民共和国的主要领导人，中国人民解放军主要创建人和领导人。
- 李源潮，男，汉族，1950年11月生，江苏涟水人，1968年11月参加工作，1978年3月加入中国共产党，中央党校研究生学历，法学博士学位。现任中央政治局委员、国家副主席。